# Ruud Boffin
Ruud Jorge Boffin (* 5. November 1987 in Sint-Truiden) ist ein belgischer Fußballtorhüter, der bei Antalyaspor in der türkischen Süper Lig spielt.

## Spielerkarriere
Der belgische Nachwuchstorhüter Ruud Boffin stammt aus der Jugend des niederländischen Spitzenclubs PSV Eindhoven. Dort kam er allerdings nicht für die erste Mannschaft zum Einsatz, da er in seiner ersten Profisaison 2006/07 hinter den erfahrenen Torwärten Heurelho da Silva Gomes und Oscar Moens nur dritter Torwart war. Um Spielpraxis zu sammeln, wurde er für die Saison 2007/08 an den Lokalrivalen FC Eindhoven aus der zweiten Liga ausgeliehen. Ab der Saison 2008/09 spielte er für MVV Maastricht, von wo er von Januar bis Juli 2010 an den VVV-Venlo ausgeliehen wurde. Im August 2010 wechselte er zu West Ham United. Dort war er als Ersatzmann für Stammkeeper Robert Green vorgesehen und kam in zwei Jahren nur zu einem einzigen Premier-League-Einsatz.
Zur Saison 2012/13 wechselte er zum türkischen Erstligisten Eskişehirspor. Nachdem dieser Verein im Sommer 2016 den Klassenerhalt der Süper Lig verfehlt hatte, ging Boffin mit dem Verein in die TFF 1. Lig. Im Sommer 2017 wechselte er zum Erstligisten Antalyaspor, nachdem zuvor der erhoffte direkte Wiederaufstieg mit Eskişehirspor gescheitert war.

## Privates
Boffin ist verheiratet und hat einen Sohn.